# Husaki (rejon klecki)
Husaki (biał. Гусакі, Husaki; ros. Гусаки, Gusaki; pol. hist. Husaki Nowodworskie) – wieś na Białorusi, w obwodzie mińskim, w rejonie kleckim, w sielsowiecie Szczepicze, przy linii kolejowej Osipowicze – Baranowicze.

## Historia
W dwudziestoleciu międzywojennym leżały w Polsce, w województwie nowogródzkim, w powiecie nieświeskim, w gminie Kleck. W 1921 miejscowość liczyła 285 mieszkańców, zamieszkałych w 54 budynkach, w tym 279 Polaków i 6 Białorusinów. 284 mieszkańców było wyznania prawosławnego i 1 rzymskokatolickiego.
Po II wojnie światowej w granicach Związku Sowieckiego. Od 1991 w niepodległej Białorusi.